# Dicranum savatieri
Dicranum savatieri là một loài Rêu trong họ Dicranaceae. Loài này được (Besch.) Schimp. ex Paris mô tả khoa học đầu tiên năm 1904.